# 宇野久重
宇野 久重（うの ひさしげ）は、室町時代後期の武将。朝倉氏の家臣。
丹後国ないし丹波国の出身で、源氏の血を引くとされている。
越前国の朝倉孝景に仕えており、家中随一の勇将であった。幻雲文集（「続群書類従」所収）によれば、常に孝景の傍にあって、「膂力絶人」「勇気蓋世」「百戦百勝無出其右者」と言われるほどの武将であり、応仁の乱に際して、孝景が東軍に寝返った後、文明3年（1471年）6月10日の河俣での合戦、同年8月24日の新庄・鯖江での合戦及び文明11年（1479年）11月21日の金津夜討で手柄を立てている。
印牧広次の次男・景久を養子としている。